# John Fairfield
John Fairfield, född 30 januari 1797 i Saco, Massachusetts (i nuvarande Maine), död 24 december 1847 i Washington, D.C., var en amerikansk demokratisk politiker. Han representerade delstaten Maine i båda kamrarna av USA:s kongress, först i representanthuset 1835–1838 och sedan i senaten från 1843 fram till sin död. Han var guvernör i Maine 1839–1841 och 1842–1843.
Fairfield studerade vid Bowdoin College. Han studerade sedan vidare juridik och inledde 1826 sin karriär som advokat i Maine. Han blev invald i representanthuset i kongressvalet 1834. Han omvaldes 1836. Fairfield avgick 1838 som kongressledamot efter att ha vunnit sitt första guvernörsval. Han tjänstgjorde sammanlagt tre år som guvernör med ett års uppehåll från januari 1841 till januari 1842. Fairfield efterträddes 1843 som guvernör av Edward Kavanagh.
Fairfield efterträdde 1843 Reuel Williams som senator för Maine. Han avled i december 1847 i ämbetet och efterträdaren Wyman B.S. Moor tillträdde som senator i januari 1848.
Fairfield var kongregationalist. Han gravsattes på Laurel Hill Cemetery i Saco.